# 一個人的行李
一個人的行李是歌手戴佩妮在《iPenny》專輯中收錄的第一主打歌。這首歌長約4分02秒，詞曲皆由戴佩妮創作，並由黃中岳負責編曲。

## 欣賞
一個人的行李採用輕快的旋律，歌詞的主歌表達作詞者想要獨自遠行的堅持和豁達，不必僞裝心情、不用擔心天氣，並藉此表示自己的堅強。
副歌部分則描述作者希望在各地旅行的憧憬，比如第一段的副歌中提到，作者想去東京鐵塔看夜景、去威尼斯看電影，以及陽明山、紐約和巴黎，讓自己透透氣，進而表達自己想要暫時一個人，不受外界干擾的期望。
與第一段副歌的觀光性質不同，第二段副歌則偏向心靈層面，例如夢見哲學家蘇格拉底、思考著名演員阮玲玉、和詩人徐志摩談情等，間接表達作者除了希望到處旅遊外，還重視心靈的沉澱。

## 音樂錄影帶
這首歌的音樂錄影帶由余一擔任導演，大部分場景設定在森林裡拍攝，營造出世外桃源的感覺。另外的場景也包括大馬路上，戴佩妮提著行李的畫面。
戴佩妮在MV裡用手勢切換不同的場景：泡在瀑布水池裡、站在飄著花瓣的草地、沉醉花朵的芬芳、甚至在森林半空中飛舞等。爲了配合大自然的風景，孔雀、鸚鵡、各種昆蟲等都出現在MV裡。
該音樂錄影帶中也採用彩畫的特效讓畫面之間的轉換顯得更生動。而歌詞裡的提到的東京鐵塔、紐約、浴缸等都以道具的方式呈現。

## 批評與澄清
一個人的行李節奏輕快、琅琅上口，歌曲曝光後也得到不少聽衆的喜愛。但是在另一方面，卻有人指出第二段副歌中提到“我要一個人的通宵看完魯迅的背影”是錯誤的，因爲《背影》是由朱自清所撰，並非魯迅。反對者表示，這反映了作者對文學作品的了解不夠深入，而且歌詞具誤導性，容易讓人以爲《背影》為魯迅所寫。
演唱者，同時也是詞曲創作者的戴佩妮在回答媒體的訪問時解釋，歌詞中提到的背影指的並不是朱自清所寫的《背影》，而是出自魯迅在《野草》散文集中的其中一篇，名為影的告別。
然而這樣的解釋卻不能讓多數的反對者信服。他們認爲，《影的告別》指的是影子，與背影是不一樣的。反對者也指出，影的告別只是一篇簡短的散文，沒有必要花通宵的時間看完。类似的，“我要一個人的北京探望孟姜女”也被指出錯誤，因孟姜女的故事發生地點是在西安（古長安）而非北京。
許多支持者不認同這樣的說法。他們認爲歌詞裡的「背影」並沒有加上書名號，可以單純只是形容背影，不一定是指文學作品，況且朱自清的《背影》也只是一篇簡短的散文，並沒有必要花通宵的時間看完。另一些支持者則主張每個人欣賞文學作品的角度都不相同，作者寫詞自然有他們的動機和用意。另外，支持者也表示孟姜女不過是一個民間傳説，沒人知道實際上的地點；作者只是用借代修辭法讓大家想起北京的長城而已。支持者指責反對者過於吹毛求疵，刻意模糊焦點。
網絡上也一度掀起反對者和支持者的爭論，甚至有歌手希亞公開批評歌詞的誤導性，並想以翻唱來糾正；不過多數人認爲這是爲了炒新聞而做出的舉動。
除了歌詞閙出的風波之外，一個人的行李音樂錄影帶也被指抄襲日本天后濱崎步的Fairy Land，尤其是泡在水潭的場景十分相似。導演余一澄清，可能是兩支音樂錄影帶運用的色彩都很鮮明，因而造成視覺上的錯覺。